# Dogville
Série USA - Land of Opportunities
Manderlay
(2005)
Pour plus de détails, voir Fiche technique et Distribution.
Dogville est un film danois de Lars von Trier sorti en 2003, avec notamment Nicole Kidman, Paul Bettany, Lauren Bacall, Stellan Skarsgård et James Caan.
Le film est le premier d'une trilogie intitulée USA - Land of Opportunities et a fait partie de la sélection officielle du festival de Cannes 2003.
Il est dédié à l'actrice Katrin Cartlidge, morte en 2003, qui avait joué dans Breaking the Waves, précédent film de Lars von Trier.
Dans le cadre d'un décor minimal, le film évoque l'arrivée de Grace, une fugitive recherchée par des gangsters puis par la police, dans le bourg isolé de Dogville. Les habitants acceptent de l'héberger et de la cacher, en contrepartie de prestations en nature de la jeune femme (travaux ménagers, entretien du jardin, garde des enfants, cueillette de pommes, etc.). Mais peu à peu, les habitants révèlent leur vraie nature, et le bourg, de refuge deviendra une sorte de prison.

## Synopsis

### Prologue

Carte du village de Dogville.

Dogville est un petit bourg américain d'une vingtaine d'habitants, dont quinze adultes, située dans les montagnes Rocheuses avec comme voie d'accès une unique route. Le film débute par un prologue dans lequel les habitants sont présentés comme des gens chaleureux dont les petits défauts sont faciles à pardonner.
La minuscule bourgade est présentée du point de vue de Tom (Paul Bettany), un écrivain en herbe qui tergiverse en essayant de réunir ses concitoyens à des réunions périodiques. Il est évident que Tom veut succéder à son père en tant que guide moral et spirituel de la ville.

### Chapitre 1
In which Tom hears gunfire and meets Grace (Où Tom entend des coups de feu et fait la rencontre de Grace.)
Tom fait la rencontre de Grace (Nicole Kidman), qui est poursuivie par des gangsters lui tirant dessus. Grace, belle mais modeste femme, veut continuer sa fuite (on peut imaginer un bandit furieux dont l'épouse s'est échappée). Toutefois Tom lui assure qu'il serait dangereux pour elle de continuer son chemin dans la montagne, épuisée, de nuit, sans eau et sans nourriture. Pendant qu'ils parlent, les gangsters s'approchent de la ville. Tom cache alors rapidement Grace dans la mine de charbon située au fond de la bourgade. Un des gangsters demande à Tom s'il n'aurait pas vu la jeune femme qu'ils recherchent. Tom répond par la négative. Le gangster lui promet une récompense s'il vient à la voir et lui remet une carte avec un numéro de téléphone auquel il pourrait appeler.
Tom décide d'utiliser Grace comme « illustration » pour sa prochaine réunion, une manière de prouver à ses concitoyens qu'ils sont engagés aux valeurs d'une communauté en aidant la jeune femme. Ils demeurent sceptiques. Tom leur propose de laisser à Grace une deuxième chance pour prouver qu'elle est un être bon et généreux. Grace est acceptée pour deux semaines en guise de mise à l'épreuve, pendant lesquelles Tom lui explique qu'elle doit convaincre les habitants de l'aimer.

### Chapitre 2
In which Grace follows Tom's plan and embarks upon physical labour. (Où Grace suit le plan de Tom et entreprend des tâches physiques.)
Sur la suggestion de Tom, Grace offre ses services et effectue des tâches comme parler à Jack McCay (Ben Gazzara), aveugle, aider à gérer le petit magasin, surveiller les enfants de Chuck (Stellan Skarsgård) et Vera (Patricia Clarkson), etc. Après quelques réticences, les habitants acceptent de l'aider en échange de ces petits travaux superflus mais qui améliorent leurs vies. Elle devient alors une citoyenne de la ville. Après les deux semaines, tout le monde accepte la continuation de sa présence.

### Chapitre 3
In which Grace indulges in a shady piece of provocation. (Où Grace fait l'objet de provocations douteuses.)
Par accord tacite, elle continue ses travaux qu'elle fait avec plaisir même si elle est modestement rémunérée en retour. Grace commence même à se lier d'amitié avec certains des habitants de Dogville, dont Jack McKay, un homme aveugle qui prétend ne pas l'être ; Grace réussit à lui faire admettre qu'il l'est.

### Chapitre 4
Happy times in Dogville. (Moments heureux à Dogville.)
Mais lorsqu'un policier se présente à Dogville et placarde sur la porte de la maison commune une affiche Portée disparue portant la photo de la fugitive, l'humeur générale s'obscurcit. Vont-ils coopérer avec la police ou rester fidèle à Grace ?

### Chapitre 5
Fourth of July after all. (Le 4 juillet malgré tout.)
Les choses se passent normalement jusqu'à la fête nationale du 4 juillet. Tom avoue maladroitement son amour pour Grace, et les habitants lui font comprendre que la vie dans la ville s'est améliorée grâce à elle. Puis le policier revient et placarde une affiche Wanted : Grace est recherchée pour une affaire de vol bancaire. Tout le monde convient qu'elle doit être innocente puisqu'à cette date là elle accomplissait quotidiennement les travaux pour les habitants.
Néanmoins, Tom argumente sur le fait qu'étant donné le risque accru que prend la ville à la cacher, Grace doit en échange accomplir plus de tâches. À partir de là, ce qui était un accord tacite bénévole tend à devenir une contrainte puisque Grace est réticente à cette idée. Toutefois, parce qu'elle se sent redevable de l’aide qu'on lui apporte en la cachant, elle accepte.

### Chapitre 6
In which Dogville bares its teeth. (Où Dogville montre ses crocs.)
À ce stade, la situation se détériore : durant ses travaux additionnels, Grace fait inévitablement quelques erreurs, et les gens pour qui elle travaille, de moins en moins fraternels, s'autorisent à lui en faire reproche. La situation se détériore : Grace est l'objet d'avances sexuelles de plusieurs des hommes de la ville et des exigences abusives des femmes. Même les enfants s'y mettent : Jason, le fils de Chuck et Vera, demande à Grace de lui donner une fessée. Ce, jusqu'à ce qu'elle accepte plusieurs de ces provocations. Par la suite, Chuck, en rentrant chez lui, la fait chanter :  soit elle le laisse la violer soit il donne son foulard, preuve de sa présence, aux policiers qui sont dehors. Elle cède au chantage sur le coup, et subit le viol. Ces situations l'obligent à se défendre de l'exploitation des autres.

### Chapitre 7
In which Grace finally gets enough of Dogville, leaves the town, and again sees the light of day. (Où Grace en a assez de Dogville, quitte la ville et voit de nouveau la lumière du jour.)
Après discussions avec Tom sur ses possibilités de s'échapper, Grace se voit reprocher par Vera la fessée donnée à Jason et son comportement supposé envers son mari Chuck. Vera menace Grace de détruire les poupées artisanales en porcelaine qu'elle a achetées en ville avec son maigre salaire. Grace implore Vera, lui rappelant combien cette dernière était contente lorsque, autrefois, la fugitive fit comprendre le stoïcisme à ses enfants. En réponse, Vera met Grace au défi d'appliquer cette philosophie en ne pleurant pas à la destruction de deux de sept de ses figurines, au risque de les perdre toutes. Mais Grace fond en larme, et Vera détruit toutes les poupées. Le symbole de son appartenance à la ville est détruit, elle sait maintenant qu'elle doit partir. Avec l'aide de Tom et de Ben, le propriétaire du camion des transports, elle tente de s'échapper dans son camion à pommes, Ben en profitant pour lui faire payer un supplément en nature (« Ce n'est pas personnel. Je... dois juste appliquer les tarifs »), pour finalement la faire revenir à Dogville sans qu'elle le sache, en prétextant qu'elle s'est cachée à son insu dans son camion.
La ville convient qu'elle ne doit plus s'enfuir. L'argent que Grace a utilisé pour payer Ben a été volé par Tom à son père (sans qu'elle le sache, elle croyait qu'il l'avait emprunté), Grace est accusée. Tom refuse d'avouer sous prétexte que c'est de cette seule manière qu'il pourra protéger Grace sans que ses concitoyens ne le suspectent. Grace passe définitivement au statut d'esclave. On lui pose autour du cou une chaîne qui la relie à une lourde roue en métal qui l'empêchera de passer par des chemins non plats, donc hors des frontières de la ville. Plus humiliant encore : on  accroche une cloche à cette chaîne.

Elle est devenue l'esclave sexuelle et ménagère de toute la ville.

### Chapitre 8
In which there is a meeting where the truth is told and Tom leaves (only to return later). (Où une réunion révèle toute la vérité, et où Tom part (pour revenir plus tard).)
Une réunion est organisée par Tom dans laquelle Grace raconte toute la vérité, tout ce qu'elle a enduré de la part de tout le monde dans la ville, puis elle part dans sa chambre. La population crie au mensonge et fait preuve d'une grande mauvaise foi, elle demande à Tom de choisir son camp et décide de se débarrasser de Grace. Tom se rend dans la chambre de Grace, il tente de faire l'amour avec elle, il est le seul homme à ne pas avoir eu de relation sexuelle avec elle. Mais Grace refuse. Tom sort. Il a conservé le numéro de téléphone des truands qui recherchaient Grace et les appelle personnellement. Plus tard, il propose  que Grace soit enfermée à clé dans sa cabane-chambre, ce qui est accepté par un vote unanime.

### Chapitre 9
In which Dogville receives the long-awaited visit and the film ends. (Où Dogville reçoit la visite tant attendue et où le film finit.)
Lorsque les gangsters arrivent, ils sont accueillis chaleureusement par Tom, et un comité improvisé composé des autres habitants de la ville. Grace est libérée et on apprend finalement qu'elle n'est pas l'épouse du chef des gangster mais sa fille. Elle s'était enfuie parce qu'elle n'aimait pas le sale boulot de son père. Dans la Cadillac de celui-ci, elle retrouve son père, qui lui reproche son arrogance et sa distance morale avec les autres. Dans un premier temps, elle refuse d'écouter, mais elle regarde les gens de la ville, elle est obligée d'approuver : elle souhaiterait condamner tous ces gens aux pires punitions si elle portait sur eux le même regard qu'ils ont porté sur elle, et il serait inhumain qu'il n'en soit pas ainsi.
Alors elle accepte de redevenir la fille de son père, sa première demande est d'incendier la ville et de tuer ses habitants. En particulier, elle donne l'ordre de faire exécuter les enfants de Vera les uns après les autres devant celle-ci.
Le film se termine dans un crescendo de violence, la ville est brûlée et chaque citoyen de la ville — femmes et enfants inclus — est brutalement assassiné par les gangsters sur l'ordre direct de Grace. Tous, sauf Tom qui est tué par Grace elle-même d'un coup de revolver.
Alors que Grace, son père et les autres gangsters quittent la bourgade dévastée, la jeune femme entend les aboiements du chien Moïse, le seul survivant de Dogville.

## Fiche technique
- Titre : Dogville
- Réalisation : Lars von Trier
- Scénario : Lars von Trier
- Musique : Antonio Vivaldi
- Photographie : Anthony Dod Mantle
- Production : Vibeke Windeløv
- Budget : 10 000 000 $
- Pays de production :  Danemark
- Langue originale : anglais
- Lieu de tournage : Trollhättan, Suède
- Genre : drame
- Durée : 178 minutes
- Dates de sortie :
  - France : 19 mai 2003 (première au festival de Cannes)
  - France, Belgique, Suisse : 21 mai 2003
  - Danemark : 4 juin 2003
- Certification : 
  - France :  film interdit aux moins de 12 ans lors de sa sortie en salles

## Distribution
- Nicole Kidman (V. F. : Danièle Douet) : Grace Margaret Mulligan
- Stellan Skarsgård (V. F. : Jean-Yves Chatelais) : Chuck
- Harriet Andersson (V. F. : Nita Klein) : Gloria
- Lauren Bacall (V. F. : Nathalie Nerval) : Ma Ginger
- Jean-Marc Barr : le monsieur au grand chapeau
- Paul Bettany (V. F. : Dimitri Rataud) : Tom Edison
- Blair Brown : Mme Henson
- James Caan : le grand monsieur, Mr Mulligan
- Patricia Clarkson (V. F. : Fabienne Luchetti) : Vera
- Jeremy Davies (V. F. : Charles Millet) : Bill Henson
- Ben Gazzara (V. F. : Philippe Laudenbach) : Jack McKay
- Philip Baker Hall (V. F. : Dominique Rozan) : Tom Edison père
- Željko Ivanek (V. F. : Jean-Michel Fête) : Ben
- John Hurt (V. F. : François Marthouret) : le narrateur
- Chloë Sevigny (V. F. : Marie Donnio) : Lise
- Siobhan Fallon Hogan : Martha
- Udo Kier : le monsieur au manteau
- Cleo King : Olivia
- Miles Purinton : Jason
- Bill Raymond : M. Henson
- Shauna Shim : June
- Thom Hoffman : un gangster
- John Randolph Jones : un gangster

Sources et légende : Version française (V. F.) sur Voxofilm

## Mise en scène
La narration en voix off est faite par John Hurt en neuf chapitres et se déroule dans un décor minimal : quelques murs et meubles sont placés sur scène, le reste étant simulé par des lignes blanches tracées par terre, ainsi qu'une légende pour certains objets. Par exemple, les groseilliers sont représentés par des cercles, et la mention « Groseilliers » est inscrite à côté. Si ce type de mise en scène est largement utilisé au théâtre, elle est peu courante dans le cinéma. On peut citer en exemple le film Thérèse d'Alain Cavalier datant de 1986 ou Nos amis les Terriens (2007) qui utilisent le même dispositif. Cette mise en scène a été choisie afin de porter l'attention sur les acteurs et l'histoire mais aussi en raison de contraintes financières.
L'histoire de Dogville est racontée en neuf chapitres avec une brève description de chaque chapitre donnée avant sa diffusion.

## Réception critique
Le film est parfois considéré comme un chef-d'œuvre et est généralement inclus dans les classements des meilleurs films sortis au 21e siècle,,, et des meilleurs films de tous les temps.

## Autour du film
- Le film constitue le premier volet d'une trilogie, baptisée par von Trier : USA - Land of Opportunities. Le film fut suivi en 2005 de Manderlay. Le troisième volet, Washington, n'est jamais sorti, notamment à la suite de l'échec commercial du précédent.
- Au titre des distinctions, le chien Moses a obtenu la Palme Dog au festival de Cannes 2003[7],[8].
- Le 15 octobre 2017, à la suite de l'accumulation de témoignages de nombreuses actrices annonçant avoir été victimes d'intimidation, de chantage, de harcèlement sexuel, d'agression sexuelle et/ou de viol de la part du producteur américain Harvey Weinstein, Björk publie un texte sur Facebook dans lequel elle explique avoir été victime de harcèlement sexuel et de pressions en faisant part de son « expérience avec un réalisateur danois » ; elle souligne qu'elle a « découvert qu'un cinéaste peut toucher et harceler ses actrices à volonté et que le cadre institutionnel le permet [...] et l'encourage ». Björk ajoute que, selon elle, le film Dogville, réalisé après Dancer in the Dark, est inspiré de ces faits[9].
- La metteuse en scène brésilienne Christiane Jatahy a adapté Dogville au théâtre, dans une création intitulée Entre chien et loup montrée lors du Festival d'Avignon en 2021[10].